# Olifantspitsmuizen
Olifantspitsmuizen (Elephantulus) zijn een geslacht van zoogdieren uit de  familie van de springspitsmuizen (Macroscelididae). De wetenschappelijke naam van het geslacht werd voor het eerst voorgesteld door Oldfield Thomas en Harold Schwann in 1906.

## Soorten
Het geslacht omvat acht soorten.
| Afbeelding                                   | Naam                                                                    | Verspreidingsgebied                                                                                       | IUCN-status                                  |
| Geslacht Elephantulus Thomas & Schwann, 1906 | Geslacht Elephantulus Thomas & Schwann, 1906                            | Geslacht Elephantulus Thomas & Schwann, 1906                                                              | Geslacht Elephantulus Thomas & Schwann, 1906 |
| -------------------------------------------- | ----------------------------------------------------------------------- | --- | -------------------------------------------- |
|                                              | Elephantulus brachyrhynchus (A. Smith, 1836) – Kortneusolifantspitsmuis | Angola, Botswana, Congo-Kinshasa, Kenia, Malawi, Mozambique, Namibië, Oeganda, Tanzania, Zambia, Zimbabwe |                                              |
|                                              | Elephantulus edwardii (A. Smith, 1839) – Kaapse olifantspitsmuis        | Zuid-Afrika                                                                                               |                                              |
| Plaats uw zelfgemaakte foto hier             | Elephantulus fuscipes (Thomas, 1894)                                    | Congo-Kinshasa, Oeganda, Soedan                                                                           |                                              |
|                                              | Elephantulus fuscus (Peters, 1852)                                      | Malawi, Mozambique, Zambia                                                                                |                                              |
|                                              | Elephantulus intufi (Smith, 1836) – Zuid-Afrikaanse olifantspitsmuis    | Angola, Botswana, Namibië, Zuid-Afrika                                                                    |                                              |
|                                              | Elephantulus myurus Thomas & Schwann, 1906 – Oostelijke rotssengi       | Botswana, Mozambique, Zimbabwe, Zuid-Afrika                                                               |                                              |
|                                              | Elephantulus pilicaudus Smit, 2008                                      | Zuid-Afrika                                                                                               |                                              |
|                                              | Elephantulus rupestris (Smith, 1831) – Klipolifantspitsmuis             | Namibië, Zuid-Afrika                                                                                      |                                              |